# Добыча (роман)
«Добы́ча» (фр. La Curée) — роман французского писателя Эмиля Золя, входящий в его цикл «Ругон-Маккары». Произведение является вторым в этой серии произведений и третьим в рекомендованном порядке чтения.

## Сюжет
Главными героями книги являются: Аристид Саккар (третий сын Пьера Ругона); его молодая супруга Рене и сын от первого брака Максим. Приезжая в Париж после переворота Луи-Наполеона, Аристид пользуется масштабной перестройкой центра столицы, чтобы разбогатеть. Для этого он прибегает к мошенническим схемам и спекуляциям с недвижимостью.
Живя среди роскоши и распущенности, Рене Саккар становится любовницей Максима. Связь в конце концов надоедает ему и он порывает с Рене. Параллельно тому, Аристид, находящийся на грани банкротства, вынуждает Рене отдать ему последнее имущество, оставшееся от приданого.
Лишившись денег и семьи, Рене вскоре умирает.

## Экранизации
Французский режиссёр Роже Вадим снял одноимённый фильм «Добыча» в 1966 году, используя роман Золя как литературную основу, но перенеся время действия в середину XX века. Главные роли в картине сыграли Джейн Фонда, Мишель Пикколи и Питер Макинери. На англоязычных кинорынках фильм вышел под названием «Конец игры».